# ألكسندروس الأول (بابا الإسكندرية)
البابا ألكسندروس الأول بطريرك الإسكندرية وبابا الكنيسة القبطية الأرثوذكسية التاسع عشر (313-326). قديس في الكنائس الأرثوذكسية الشرقية والمشرقية والكنيسة الكاثوليكية. وُلد بالإسكندرية، وسيم بها قسًا، ثم سيم بابا للإسكندرية كما تنبأ البابا بطرس خاتم الشهداء. ولتقواه دعاه الشعب بالقديس، وفي حبه للفقراء والمساكين كانوا يلقبونه «أبو المساكين».

## مقاومته للميلانية والآريوسية
حاول أتباع أسقف أسيوط بكل طاقتهم عرقلة سيامة ألكسندروس مرشحين آريوس ليكون هو البابا البطريرك.
كان ميليتس قد أنكر الإيمان في اضطهاد دقلديانوس بالرغم من النصيحة التي قدمها له أربعة أساقفة بالسجن، وخلال سجن البابا جلس على كرسيه ويرسم كهنة بالإسكندرية ويسلم أساقفة أبرشيات غير أبرشياتهم، وبهذا كوّن لنفسه حزبًا يتكون من ثلاثين أسقفًا يعلنون استقلالهم عن البابا.
عقد البابا بطرس خاتم الشهداء مجمعًا حكم فيه بتجريد ميليتس من درجته. وقد أصدر مجمع نيقية حكمه بشأن انشقاق ميليتس، فخضع لحكم المجمع وخضع للبابا ألكسندروس حتى مات عام 330م.
أما آريوس فكان في البداية منتميًا لأتباع ميليتس، يشجع ملاتيوس علي الانشقاق ضد البابا بطرس. وعندما سيم البابا ألكسندروس حاول أن يجتمع به فرفض، معلنًا لرسله أن البابا بطرس قد منعه في السجن من قبوله في شركة الكنيسة كأمر السيد المسيح نفسه الذي ظهر له بثوب ممزق قائلاً بأن آريوس هو والذي مزقه. وقد طلب منهم أن يقدم توبة للسيد المسيح، فإن قبلها يعلن له الرب ذلك فيقبله.
ثار آريوس وصار يهاجم ألوهية المسيح علانية، مستخدمًا مواهبه من فصاحة مع وضع ترانيم لها نغمات عذبة، كما عمل على إظهار روح النسك والعبادة، وقد اجتذب كثيرًا من الراهبات والعذارى والنساء، استخدمهن في نشر بدعته.
عقد البابا مجمعًا محليًا عام 319م يطالبه بترك ما أسماها بدعته، وإذ رفض عقد مجمعًا آخر بالإسكندرية يضم 100 أسقف من مصر وليبيا حرم آريوس مصدقًا علي قرار المجمع السابق.
كتب آريوس إلى يوسابيوس أسقف نيقوميدية وبقي في عناده يعظ ويبث أفكاره، فطرده البابا. حاول آريوس استمالة بعض الأساقفة في أبرشيات خارج مصر، فكتب البابا ألكسندروس إلي سمية ألكسندروس بطريرك القسطنطينية، كما إلى بقية الكنائس يشرح لهم أفكار آريوس ومعتقداته. عقد أتباع آريوس مجمعين الأول في بيثينية عام 322م، والثاني في فلسطين عام 323م قررا بأن الحكم الصادر ضد آريوس من بطريرك الإسكندرية باطل، وطالبا بعودة آريوس إلى الإسكندرية، وعاد آريوس فعلًا إلى المدينة المذكورة. فقام البابا بإشهار حرمان آريوس وطرده للمرة الثانية، وقام الشماس أثناسيوس بكتابة منشور ضد أريوس وقعه 36 كاهنًا و44 شماسًا.
استطاع يوسابيوس أسقف نيقوميدية بدالته أن يستميل الإمبراطور قسطنطين إلى آريوس، إذ كانت أخت الإمبراطور أي قنسطنطينة تكرم الأسقف يوسابيوس. أرسل الإمبراطور قسطنطين أوسيوس أسقف قرطبة من هسبانية وهو من المعترفين الذين احتملوا العذابات في عهد مكسيميانوس، إلى الإسكندرية ليتوسط لدي البابا فيقبل آريوس، وبعث معه خطابًا رقيقًا متطلعًا إلى آريوس ككاهن تقي غيور. وبوصول الأسقف إلى الإسكندرية انضم إلى البابا وطلب من الإمبراطور أن يأمر بعقد مجمع مسكوني لينظر في أمر الآريوسيين.

## مجمع نيقية
عُقد مجمع نيقية عام 325م، الذي وصل النقاش فيه إلى حد الضرب، وكان لشخصية أسقف «ميرا» في أنطالية دورا في إرغام الآريوسيين، المعارضين لألوهية المسيح، ونُفي آريوس وأتباعه إلى الليريكون.

## لاهوتياته وكتاباته
كان يبذل كل الجهد لمقاومة فكر آريوس منكر لاهوت السيد المسيح، والذي كان ينظر إليه باعتباره صنيعة بولس السُمسطائي ولوقيانوس الأنطاكي، مقدمًا تعليمه الذي هو «التعليم الرسولي الذي من أجله نموت»، مؤكدًا أزلية الابن ووحدته مع الأب في الجوهر، موضحًا أن بنوته للآب طبيعية وفريدة وليست بالتبني، لذا دعي القديسة مريم «والدة الإله». من كلماته: «إن كان الابن هو كلمة الله وحكمته وعقله، فكيف وُجد زمن لم يوجد فيه؟! هذا كمن يقول بأنه وُجد زمن كان فيه الله بلا عقل وحكمة». قال القديس إبيفانيوس في كتابه ضد الهراطقات (69 : 4) عن وجود سبعين رسالة لألكسندروس الأول، فُقدت جميعها ما عدا رسالتين في غاية الأهمية بخصوص الصراع الآريوسي. كما كان له عظات من بينها وجدت عظة بالقبطية والسريانية عن النفس والجسد وعلاقتهما ببعضهما البعض.
تنيح البابا ألكسندروس حوالي عام 328.
تعيد له الكنيسة الغربية في 26 فبراير، واليونانية في 29 مايو، والقبطية في 22 برمودة.